# Likok
Likok est un village de la commune de Martap située dans la région de l'Adamaoua et le département de la Vina au Cameroun.

## Population
En 1967, Likok comptait 773 habitants, principalement Foulbe.
Lors du recensement de 2005, 2 431 personnes y ont été dénombrées.